# Pristomyrmex erythropus
Pristomyrmex erythropus är en myrart som beskrevs av Taylor 1968. Pristomyrmex erythropus ingår i släktet Pristomyrmex och familjen myror. Inga underarter finns listade i Catalogue of Life.